# Kvarntjärnen (Torps socken, Medelpad)
Kvarntjärnen är en sjö i Ånge kommun i Medelpad och ingår i Ljungans huvudavrinningsområde. Sjöns area är 0,011 kvadratkilometer och den är belägen 300 meter över havet.